# Гай Мамилий Туррин
Гай Мами́лий Турри́н (лат. Gaius Mamillius Turrinus) — древнеримский политический деятель из плебейского рода Мамилиев, консул в 239 году до н. э.

## Биография
Отец и дед Гая носили один и тот же преномен — Квинт. О самом Туррине известно только лишь то, что в 239 году до н. э. он занимал должность ординарного консула вместе с Квинтом Валерием Фальтоном.